# Ian Sirelius
Ian Sirelius, född 28 oktober 1987 i Stockholm, är en svensk före detta fotbollsspelare som spelade för IK Sirius mellan 2011 och 2019.
Ian Sirelius tilldelades utmärkelsen "Årets Kjelledine" av Sirius supporterklubb Västra Sidan för sina insatser under säsongen 2016.
Ian Sirelius spelade med IK Sirius i tre divisioner,  Division 1 (2011-2013),  Superettan (2014-2016) och Allsvenskan (2017-2019).